# Kopiec (województwo mazowieckie)
Kopiec – wieś w Polsce położona w województwie mazowieckim, w powiecie zwoleńskim, w gminie Kazanów. Ma status sołetwa.
| SIMC    | Nazwa        | Rodzaj    |
| ------- | ------------ | --------- |
| 0625763 | Bielany      | część wsi |
| 0625770 | Nowy Kopiec  | część wsi |
| 0625786 | Stary Kopiec | część wsi |

W latach 1975–1998 miejscowość administracyjnie należała do województwa radomskiego.
Obok miejscowości przepływa Modrzewianka, dopływ Iłżanki
Wierni Kościoła rzymskokatolickiego należą do parafii Zwiastowania Najświętszej Maryi Panny w Odechowie.